# Robert Guilbot
Robert Guilbot (Parthenay, 8 octobre 1943 - Versailles, 18 octobre 2008,) est un entomologiste et un écologiste français.
Une biographie est publiée sur le Web par Vincent Albouy. Quelques précisions sont également apportées par Gérard Grolleau et Ch. Jeanneret.

## Sa vie
En 1962, il entre à l'INRA, à La Minière, près de Guyancourt.
En 1969, il participe au fonctionnement de l'OPIE (alors : Office Pour l'information Entomologique, puis : Eco-Entomologique, actuellement : Office pour les insectes et leur environnement).
En 1984, après le départ de Bernard Servais, il en devient le secrétaire général.
À ce titre, il est en relation étroite avec le Ministère de l'Environnement (maintenant : Ministère de l'Écologie du Développement et de l'Aménagement Durables), participe à de nombreuses réunions, est membre du CNPN (Conseil national de la protection de la nature), conseil auprès des Parcs naturels régionaux.
Il participe activement à la rédaction de la revue Insectes.
Il prend sa retraite en 2005.

## L'entomologiste
Il a une passion pour les lépidoptères africains des genres Graphium et voisins.
Il participe à la description de quatre taxa nouveaux :
- Graphium girardeaui Guilbot & Plantrou, 1978
- Graphium illyris girardeaui Guilbot & Plantrou, 1978
- Papilio epiphorbas guyonnaudi Turlin & Guibot, 1990
- Papilio epiphorbas praedicta Turlin & Guilbot, 1990

Un taxon lui est dédié :
- Syllepte guilboti Guillermet, 2008

Un autre insecte dédié signalé sur le Web, n'a peut-être pas fait l'objet d'une publication officielle (?)

## Livres
Il a écrit un livre sur l'élevage des papillons qui démontre ses connaissances scientifiques, techniques et pratiques : 
- Robert Guilbot, Élevage des papillons : de leurs œufs, chenilles et chrysalides (indigènes et exotiques), Paris, Société nouvelle des éditions Boubée, 1982, 165 p. (ISBN 2-85004-034-7).

Il participe également à la rédaction de deux autres ouvrages entomologiques :
- Robert Guilbot, Jacques d'Aguilar, Rémi Coutin, Alain Fraval et Claire Villemant, Les illustrations entomologiques, Paris, Institut national de la recherche agronomique, 1996, 153 p. (ISBN 978-2-7380-0668-4, lire en ligne).
- Robert Guilbot et Vincent Albouy, Les papillons : [classification, morphologie, reproduction, élevage], Paris, De Vecchi, 2004, 127 p. (ISBN 2-7328-3527-7).

## Distinctions
- Chevalier de l'ordre national du Mérite (1995)